# 1944-es kiugrási kísérlet
1944 nyarán a második világháború a vége felé közeledett, a szovjet Vörös Hadsereg már Magyarország területén nyomult előre, amikor (román mintára) Horthy Miklós megpróbált „kiugrani” a háborúból.
Horthy Miklós kormányzó az augusztus 23-i román kiugrás keltette káoszban 29-én lemondatta Sztójay Dömét, helyére Lakatos Géza került. E lépéseknek köszönhetően átmenetileg megmenekült a Budapesten összezsúfolódott közel negyedmillió zsidó állampolgár. Immár nyilvánvalóvá vált, hogy Horthy a Szovjetunióval lesz kénytelen tárgyalni. Faragho Gábor tábornok, a csendőrség és a rendőrség felügyelője előzetes fegyverszüneti bizottsága Moszkvába ment, ahol október 8-án kapta meg a feltételeket (a szovjet csapatokkal szembeni ellenségeskedés beszüntetése, hadüzenet Németországnak, visszavonulás az 1937-es határok mögé). Miután ezt Horthy elfogadta, a küldöttek október 11-én aláírták az egyezményt. Ugyanezen a napon a szovjet csapatok átkeltek a Tiszán, elfoglalták Szegedet, Debrecen térségében pedig a háború második legnagyobb páncéloscsatáját vívták a német és magyar alakulatokkal.
Október 15-én megkezdődött a kiugrási kísérlet, ami a németek felkészültségén – Edmund Veesenmayer már október elején közölte Szálasival, hogy készüljön, mert Hitler őt szemelte ki a politikai vezetésre – , nyilas és a németbarát tisztek ellenállásán megbukott. Bakay Szilárdot, a budapesti I. hadtest parancsnokát tőrbe csalták.
Október 15-én délelőtt, egy német SS-különítmény Otto Skorzeny vezetésével elrabolta ifjabb Horthy Miklóst, a kormányzó még élő utolsó gyermekét. A németek a következő napokban az ő sorsával is zsarolni tudták a fiáért aggódó idős kormányzót.

## A koronatanács ülése
Ifjabb Horthy Miklós elrablása miatt néhány perc késéssel, délelőtt fél tizenegykor kezdődött a Várban a kormány ülése, amelyen ezúttal a kormányzó elnökölt. Horthy bejelentette, hogy fegyverszünetet kért az ellenségtől, a Szovjetunió kormányától. Elhallgatta, hogy a Moszkvában folyó fegyverszüneti tárgyalásokon már október 11-én megszületett a megegyezés, a magyar és a szovjet fél képviselői aláírták az előzetes fegyverszüneti megállapodást. Az elhallgatásra persze jó oka volt: a magyar kormányban számos németbarát miniszter foglalt helyet, akik minden elhangzott szót jelentettek a német követnek. 
A bejelentés után Horthy fel is kérte a döntését nem támogató minisztereket, hogy távozzanak a kormányból. Meglepetésre a kormány lemondott, de régi összetételében alakult újjá – a németbarát miniszterek maradtak. 
A kormányülés után Horthy egy másik szobában fogadta dr. Veesenmayert, a Német Birodalom követét, aki az ország német megszállása óta „teljhatalmú megbízottként” működött. A kormányzó felháborodottan kérte számon a követen fia elrablását, majd amikor Veesenmayer – rutinos diplomataként – közölte, hogy mit sem tud az ügyről, de majd tájékozódik, Horthy dühösen az asztalra dobta a délelőtti incidens helyszínén talált német töltényhüvelyeket.

## Kiáltvány a nemzethez

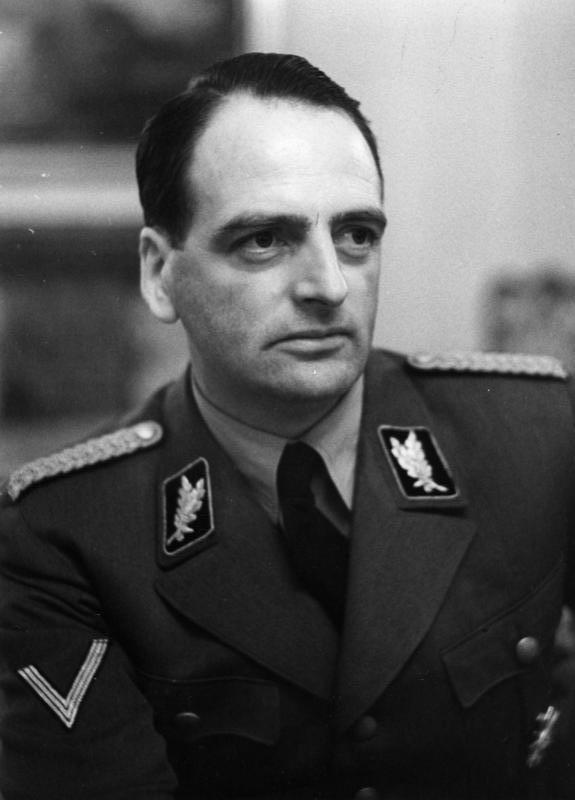
Edmund Veesenmayer, a Német Birodalom budapesti képviselője 1944 és 1945 között)

A tárgyalás színhelyéül szolgáló szoba ajtaját kissé nyitva hagyták, hogy az ajtó mögött tartózkodó Horthy Istvánné, a kormányzó 1942-ben repülőbaleset áldozatául esett, idősebbik fiának özvegye fültanúja lehessen a megbeszélésnek.
Amikor Horthy kiejtette száján a fegyverszünet szót, menye jelzett kezével, s a Várból azonnal utasították a Magyar Rádiót, hogy az adást megszakítva olvassák be a kormányzónak a nemzethez intézett kiáltványát.
Az ideiglenes fegyverszünet aláírásáról és az október 15-ére tervezett átállás előkészületeiről – bár a Magyar Front vezetőit Horthy tájékoztatta – az ország lakossága és a Honvédség szinte semmit sem tudott. A németek viszont erről is pontos információkkal rendelkeztek, s minden szükséges ellenlépést időben megtettek. Veesenmayer már október elején közölte Szálasival, hogy készüljön, mert Hitler őt szemelte ki a politikai vezetésre.
Ilyen előzmények után és helyzetben hangzott el a proklamáció a rádióban. A moszkvai tárgyalásokra való minden utalás nélkül a kormányzó ebben csak annyit jelentett be, hogy „fegyverszünetet kérünk ellenfeleinktől és megszüntetjük az ellenségeskedést velük szemben.”
Déli egy órakor (miután a bemondó előre közölte, hogy fontos közlés következik) egymás után háromszor hangzott el a kiáltvány szövege. Ebből mindenki megtudhatta, hogy a kormányzó szerint a németek a háborút már elveszítették, ezért – a további vérontás elkerülése érdekében – előzetes fegyverszünetet köt addigi ellenségeivel. A kiáltvány utalt a németek által az ország megszállása előtt és után elkövetett törvénytelenségekre, rablásokra és rombolásokra.
„Minden becsületesen gondolkodó magyar embert felhívok, hogy kövessen a magyarság megmentésének áldozatos útján” – zárult a kormányzói proklamáció.
Ennél is súlyosabb zavart okozott azonban az, hogy a vezérkar nem küldte ki a csapatokhoz Horthy hadparancsát az átállásról. A három hadsereg parancsnoksága ehelyett olyan értelmű utasítást kapott, hogy a kormányzói proklamációt nem szabad fegyverszünetként értelmezni, vagyis a harcot folytatni kell. Ennek lett következménye, hogy a kiugrás csúfos kudarcot vallott.
Az 1. hadsereg parancsnoka, Dálnoki Miklós Béla, vezérkari főnökével, Kéri Kálmánnal együtt, de csapatai nélkül ment át az oroszokhoz; a 2. hadsereg parancsnokát, Dálnoki Veress Lajost pedig, aki Horthy segítségére akart sietni, a németek letartóztatták.

## Remény és bizonytalanság
„Horthy egész hosszú életében nem volt olyan népszerű, mint abban a nyúlfarknyi időben, amennyi a proklamáció elhangzása és a nyilas bemondó színre lépése között eltelt. Hát mégis katona a kormányzó? Mégsem nyugodott bele abba, hogy a németek lakájaként végezze napjait? Hát mégis volna politikai érzéke, esze?” – emlékezett Kolozsvári Grandpierre Emil író.
Budapest főbb útjai gyorsan megteltek reménykedő emberekkel; a hatágú sárga csillaggal megbélyegezett zsidók leszedték a csillagot ruhájukról és az úgynevezett csillagos házak kapuiról. A szemtanúk mégis az általános elbizonytalanodást tartották az októberi vasárnap jellemző érzésének.

## Nyilas hatalomátvétel

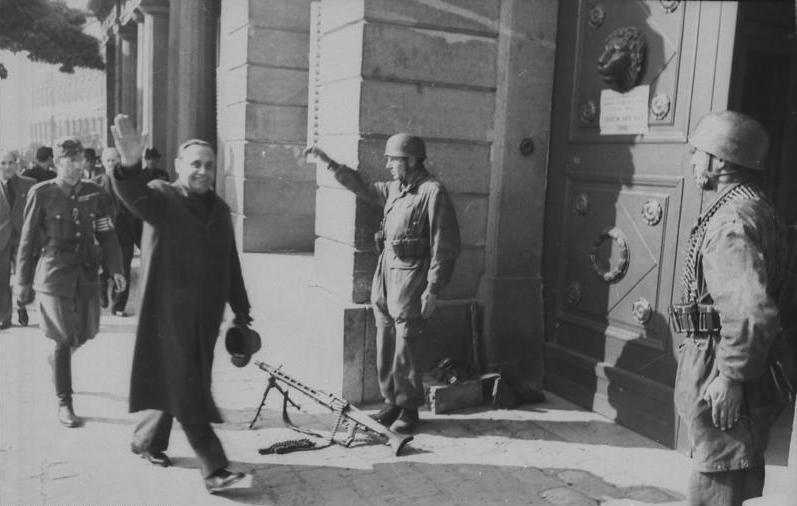
Szálasi Ferenc a Sándor palotába érkezik (1944 októbere)

Eleinte tanácstalanság, sőt kétségbeesés uralkodott a hatalomátvételre áhítozó nyilas vezetők körében is, ám a németek ekkorra elszánták magukat, hogy Horthyt félreállítják, és kormányra segítik Szálasit. Délután a rádió már katonaindulókat, majd további kitartásra buzdító parancsokat sugárzott. Több Horthyhoz hű parancsnokot lefogtak. Budapest útvonalain német tankok jelentek meg, megszállták a főváros stratégiai pontjait, a hidakat, a Rádiót, a postát. A Várat körülzárták a németek – mindössze 300 testőr maradt a helyén. Teherautókon száguldozó, röpcédulákat osztogató, felfegyverkezett nyilasok vették át az irányítást az utcákon. Október 15-én estére az előkészítetlen kiugrási kísérlet összeomlott, a nyilas hatalomátvétel befejeződött.
Másnap, október 16-án Horthy a német zsarolásra aláírta lemondó nyilatkozatát, visszavonta proklamációját, fölmentette Lakatos Géza miniszterelnököt és kormányát, valamint kinevezte miniszterelnökké Szálasi Ferencet. Az államcsíny legalizálására Veesenmayer azzal tudta rávenni a kormányzót, hogy „becsületszavát” adta az elrabolt ifjabb Horthy Miklós szabadon bocsátására.
A Horthy lemondásával megüresedett államfői posztot a németekkel és a nyilasokkal együttműködni kész közjogi méltóságokból álló úgynevezett Országtanács 1944. október 27-én ideiglenes jelleggel Szálasira mint „nemzetvezetőre” ruházta. Ezt a döntést november 3-án a képviselők kevesebb mint ötöde – 55 fő – és az ugyancsak felettébb foghíjas felsőház is jóváhagyta.